# Abborrfors (fors i Finland)
Abborrfors är en fors i Finland. Den ligger i den södra delen av landet, 90 km öster om huvudstaden Helsingfors. Abborrfors ligger 8 meter över havet. mellan Lovisa och Pyttis
Terrängen runt Abborrfors är mycket platt. Runt Abborrfors är det glesbefolkat, med 17 invånare per kvadratkilometer. Närmaste större samhälle är Lovisa, 14,8 km sydväst om Abborrfors. I omgivningarna runt Abborrfors växer i huvudsak blandskog.